# Полевица булавовидная
Полевица булавовидная, или Полевица короткотычиночная (лат. Agrostis clavata), — вид травянистых растений рода Полевица (Agrostis) семейства Злаки (Poaceae).

## Ботаническое описание

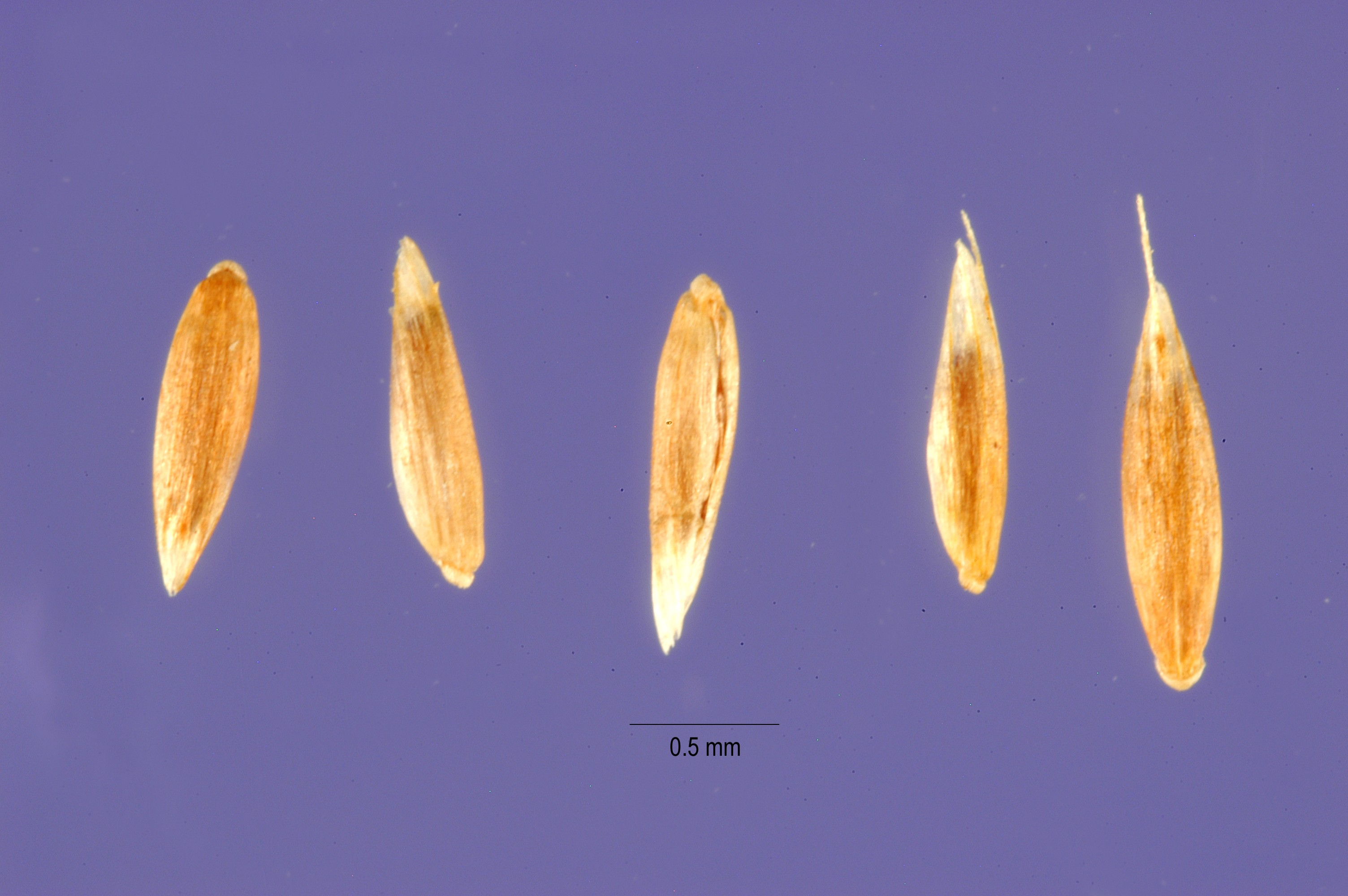
Семена

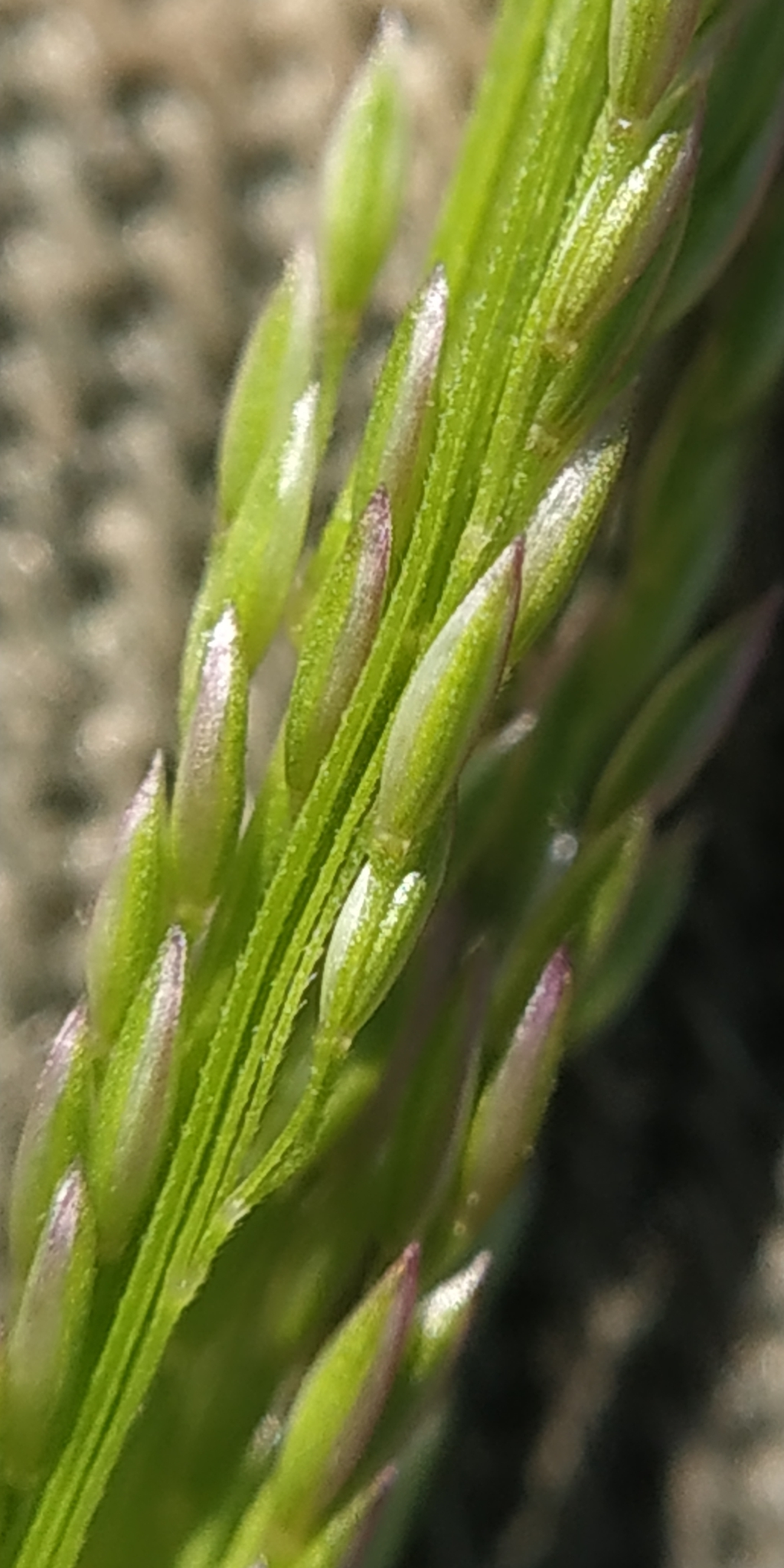
Часть соцветия

Многолетние травянистые растения. Корневище сильно укороченное с многочисленными тонкими корневыми мочками. Стебли в значительном числе, скученные в небольшие дерновинки, гладкие, прямостоячие или при основании восходящие, 30—65 см высотой и 0,5—1,5 мм толщиной. Листья плоские, по краям и иногда по жилкам шероховатые, довольно тонкие и ярко-зелёные, 1—5 мм шириной. Язычок 1—2, редко до 4 мм длиной, тупой, к верхушке немного суженный и иногда зазубренный.
Метёлка 10—30 см длиной и 3—10 см шириной, рыхлая, с косо вверх направленными тонкими и длинными, остро-шероховатыми ветвями, из которых первичные отходят от общего стержня по 2—8 вместе. Колосковые чешуйки зеленоватые или светло-буровато-фиолетовые, при плодах нередко соломенно-жёлтые, эллиптически ланцетовидные и острые, с 1 жилкой, редко при основании неясно 3-жилковые, немного неравные: нижняя 2—2,5 мм длиной, на ⅙—⅓ мм длиннее верхней, на спинке килевидная, по килю, за исключением нижней четверти или трети, усаженная мелкими шипиками; верхняя же лишь на верхушке нерезко килевидная и шероховатая или же совсем без киля и гладкая. Прицветных чешуек две, бело-плёнчатые; из них наружная короче колосковых, 1⅔—1¾ мм длиной, продолговато-яйцевидная, на кончике тупая и иногда немного зазубренная, нерезко 5-жилковые, на спинке без ости; внутренняя — очень маленькая, в 5—7 раз короче наружной, ¼—⅓ мм длиной, округло-яйцевидная, тупая или к верхушке более или менее суженная, иногда почти трехугольная. Тычинки вдвое короче наружной прицветной чешуйки; пыльники не более 0,5 мм длиной. Зерновка около 1 мм длиной и ⅓ мм шириной. 2n=42.

## Распространение и экология
Евразия, Северная Америка (северо-запад) и Океания (север). Растет в лесной области на пойменных и сырых лугах, по берегам рек и луговых озёр и стариц, в кустарниках, негустых хвойных лесах, иногда на тенистых скалах.

## Синонимы
- Agrostis abakanensis Less. ex Trin. (1845), pro syn.
- Agrostis bottnica Murb. (1898)
- Agrostis clavata f. aprica H.Lindb. (1908)
- Agrostis clavata f. flaccida Krylov (1914)
- Agrostis clavata var. macilenta (Keng) Y.C.Yang (1987)
- Agrostis clavata subsp. matsumurae (Hack. ex Honda) Tateoka (1968)
- Agrostis clavata var. nukabo Ohwi (1941)
- Agrostis clavata var. putoranica Peschkova (1990), nom. inval.
- Agrostis clavata f. robustior Krylov (1914)
- Agrostis clavata var. szechuanica Y.C.Tong ex Y.C.Yang (1984)
- Agrostis clavata f. umbrosa H.Lindb. (1908)
- Agrostis exarata subsp. clavata (Trin.) T.Koyama (1987)
- Agrostis exarata var. nukabo (Ohwi) T.Koyama (1962)
- Agrostis exarata subsp. nukabo (Ohwi) T.Koyama (1987)
- Agrostis formosana Ohwi (1941)
- Agrostis macilenta Keng (1935)
- Agrostis macrothyrsa Hack. (1909)
- Agrostis matsumurae Hack. ex Honda (1930)
- Agrostis perarta Keng f. (1976), nom. nud.
- Agrostis szechuanica (Y.C.Tong ex Y.C.Yang) L.Liu (1994)
- Agrostis teberdensis Litv. (1917)
- Agrostis tenuiflora Steud. (1854), nom. illeg.
- Agrostis wulingensis Honda (1935)
- Trichodium clavatum (Trin.) Schult. & Schult.f. (1827)